# Beulah Quo

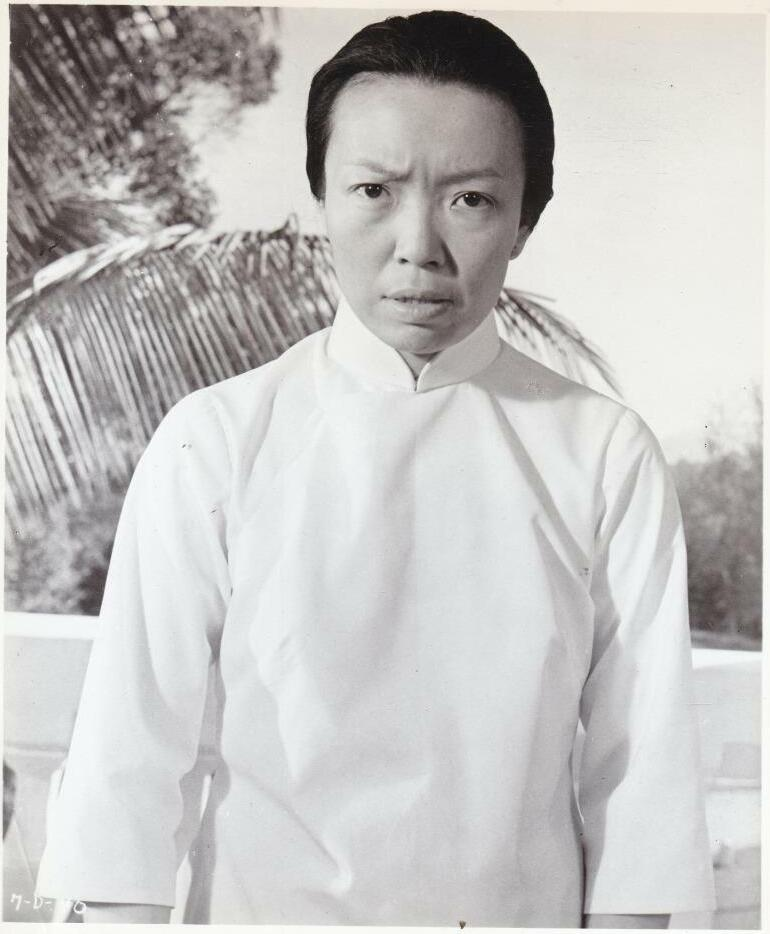
Beulah Quo (1964)

Beulah Quo (* 17. April 1923 in Stockton, Kalifornien; † 23. Oktober 2002 in La Mesa, Kalifornien; eigentlich: Beulah Kwoh) war eine US-amerikanische Film- und Theaterschauspielerin.

## Biografie
Beulah Kwoh studierte Sozialwissenschaften an der University of California und absolvierte anschließend eine Ausbildung als Lehrerin. Mit ihrer Familie zog sie daraufhin nach China, wo sie erste Berufserfahrungen sammeln konnte.
Nach Ende des Zweiten Weltkriegs floh sie mit ihrem Mann und ihrem einmonatigen Sohn auf einem US-Zerstörer aus China, um dem aufkommenden Kommunismus zu entgehen. In den USA arbeitete sie erneut in einer kleinen Gemeindeschule, bis 1955 der Regisseur Henry King auf sie aufmerksam wurde, der eine Asiatin als Dialogberaterin für Jennifer Jones suchte, die in seinem neuen Film Love Is a Many Splendored Thing eine Eurasierin verkörperte. Nach einigen Treffen mit King war klar, dass Kwoh in einer kleinen Nebenrolle mitwirken sollte. Auch änderte sie ihren Familiennamen in Quo, da Leute den Namen Kwoh oft als Radiostation missverstanden. Kurz danach begann die Karriere der Schauspielerin, die bedingt durch ihr Aussehen in überwiegend asiatischen Rollen präsent war. Auch gründete sie eine von Amerikas ersten Theatergruppen, in der ausschließlich asiatische Schauspieler auftraten.
Da Quo meist in Fernsehserien mitwirkte, darunter Airwolf, Magnum und Hawaii Fünf-Null, ist ihr Gesicht kaum in Spielfilmen zu sehen. Eine bekannte Filmrolle war jene der mongolischen Kaiserin Chabi in der 1982 produzierten Miniserie Marco Polo. Eine ihre letzten Filmrollen übernahm sie 1999 in Brokedown Palace. Mit ihrem Ehemann, Edwin Quoh, hatte sie zwei gemeinsame Kinder, Sohn Stewart und Tochter Mary Ellen. Sie starb im Oktober 2002 im Alter von 79 Jahren an Herzversagen.

## Filmografie (Auswahl)
- 1955: Alle Herrlichkeit auf Erden (Love Is a Many-Splendored Thing)
- 1961: Ada Dallas (Ada)
- 1961: Mandelaugen und Lotosblüten (Flower Drum Song)
- 1962: Gypsy – Königin der Nacht (Gypsy)
- 1962: Girls! Girls! Girls!
- 1963: 77 Sunset Strip (Fernsehserie, 1 Folge)
- 1963–1968: Meine drei Söhne (My Three Sons; Fernsehserie, 5 Folgen)
- 1964: Beim siebten Morgengrauen (The 7th Dawn)
- 1965–1967: Tennisschläger und Kanonen (I Spy; Fernsehserie, 3 Folgen)
- 1966: Kanonenboot am Yangtse-Kiang (The Sand Pebbles)
- 1973: Hawaii Fünf-Null (Hawaii-Five O; Fernsehserie, 1 Folge)
- 1973–1975: Kung Fu (Fernsehserie, 3 Folgen)
- 1974: Chinatown
- 1977: Starsky & Hutch (Fernsehserie, 1 Folge)
- 1977: MacArthur – Held des Pazifik (MacArthur)
- 1979: Lee Tashido – Der Samurai (Samurai) (Fernsehfilm)
- 1982: Geliebter Giorgio (Yes Giorgio)
- 1982: Magnum (Fernsehserie, 1 Folge)
- 1982: Marco Polo (Fernseh-Miniserie)
- 1985: Airwolf (Fernsehserie, 1 Folge)
- 1985: Kopfüber in die Nacht (Into the Night)
- 1986: MacGyver (Fernsehserie, 1 Folge)
- 1986: Agentin mit Herz (Scarecrow and Mrs. King) (Fernsehserie, 1 Folge)
- 1988: Die Wiege der Tränen (Le palanquin des larmes)
- 1990: Verbotene Nächte (Forbidden Nights, Fernsehfilm)
- 1994: Bad Girls
- 1999: Brokedown Palace
- 1999: Emergency Room: Die Notaufnahme (Fernsehserie, 1 Folge)
- 2000: Chicago Hope – Endstation Hoffnung (Fernsehserie, 1 Folge)
- 2001: Forbidden City
- 2002: Criminal Intent – Verbrechen im Visier (Fernsehserie, 1 Folge)